# Małgorzata Bieniasz
Małgorzata Bieniasz (ur. 1941, zm. 21 lutego 2006 w Katowicach) − polska prawniczka i dziennikarka, wykładowca akademicki.
Wychowywała się w Krakowie. Ukończyła studia prawnicze na Uniwersytecie Jagiellońskim. W latach 60. XX wieku przeprowadziła się wraz z mężem malarzem Maciejem Bieniaszem do Katowic. Będąc współzałożycielką filii Uniwersytetu Jagiellońskiego, która po połączeniu z Wyższą Szkołą Pedagogiczną w Katowicach dała początek Uniwersytetowi Śląskiemu, była również pracownikiem Instytutu Śląskiego w Opolu. W latach 80. XX wieku współredagowała w Katowicach katolicki miesięcznik dla dzieci „Mały Gość Niedzielny”. W latach 1990–1996 była jego naczelnym redaktorem. Zmarła 21 lutego 2006 w Katowicach. Jest pochowana na cmentarzu przy ul. Sienkiewicza.